# 變身特務
是一部於2019年上映的美國3D動作喜劇動畫片。電影由尼克·布魯諾和特洛伊·奎安執導，藍天工作室、20世紀福斯動畫和切寧娛樂制作，改編自盧卡斯·馬特爾的2009年動畫短片《不可能的任務：鴿子篇》。主要配音員包括威爾·史密斯、汤姆·赫兰德、拉西達·瓊絲、班·曼德森、瑞芭·麥肯泰爾、瑞秋·布羅斯納安、凱倫·吉蘭、DJ卡利和岡政偉。
《變身特務》在美國於2019年12月25日上映。這是最後一部以二十世紀福斯名字發行的動畫片。同時該作也是藍天工作室在2021年4月被關閉前的最後一部電影。

## 劇情
藍斯·史特林是組織最備受景仰的頂尖特務，但是一場突如其來的意外，藍斯被天才科學家華特·貝克變成了一隻鴿子，為了拯救世界不被邪惡反派佔領，兩人不得不以這種全新的方式合作，如果他們無法搞定團隊默契，那將會使全人類都陷入險境。

## 配音員
- 威爾·史密斯 配音 藍斯·史特林（Lance Sterling）[4][5]
- 汤姆·赫兰德 配音 華特·貝克（Walter Beckett）[4][5]
- 拉什達·瓊斯 配音 瑪西·卡佩爾（Marcy Kappel）
- 班·曼德森 配音 齊禮安（Killian）
- 瑞芭·麥肯泰爾 配音 金牌喬（Joyless）
- 瑞秋·布羅斯納安 配音 溫蒂·貝克（Wendy Beckett）
- 凱倫·吉蘭 配音 千里眼（Eyes）
- DJ卡利 配音 順風耳（Ears）
- 岡政偉 配音 木村勝（Katsu Kimura）
- 卡拉·吉門雷茲（英语：Carla Jimenez） 配音 潔拉汀（Geraldine）
- 奧利·莫爾斯 配音 初級特務（Junior Agent #1）

| 配音            | 配音                 | 配音                                                                  | 角色                          |
| 美國            | 台灣                 | 香港                                                                  | 角色                          |
| --------------- | -------------------- | --------------------------------------------------------------------- | ----------------------------- |
| 威爾·史密斯     | 夏治世               | 楊耀泰                                                                | 藍斯·史特林（Lance Sterling） |
| 汤姆·赫兰德     | 王沉芝               | 譚家鏘 歐陽日曦                                                       | 華特·貝克（Walter Beckett）   |
| 拉什達·瓊斯     | 連思宇               | 周恩恩                                                                | 瑪西·卡佩爾（Marcy Kappel）） |
| 班·曼德森       | 陳國偉               | 高翰文                                                                | 齊禮安／沙千仁（Killian）     |
| 岡政偉          | 宋昱璁               | 郭俊廷                                                                | 木村勝（Katsu Kimura）        |
| 瑞芭·麥肯泰爾   | 孫世憶               | 姜麗儀                                                                | 金牌喬（Joyless）             |
| 凱倫·吉蘭       | 林沛笭               | 施妙琳                                                                | 千里眼（Eyes）                |
| DJ卡利          | 陳幼文               | 容啟昌                                                                | 順風耳（Ears）                |
| 瑞秋·布羅斯納安 |                      | 莊巧兒                                                                | 溫蒂·貝克（Wendy Beckett）    |
| 卡拉·吉門雷茲   |                      | 王慧珠                                                                | 潔拉汀（Geraldine）           |
| 奧利·莫爾斯     |                      | 楊啟健                                                                | 初級特務（Junior Agent #1）   |
|                 | 陳曉月 戴維均 沈諠婈 | 梁智麟 顧詠雪 李蔓宜 黃尉斯 鄧肇基 張彩虹 林筠翔 陳浩鈿 陳基惠 梁子寧 |                               |

## 製作
2017年10月9日宣佈，正在開發一部改編自動畫短片《不可能的任務：鴿子篇》的電影，由威爾·史密斯和湯姆·霍蘭德為主要配音員。2018年10月，宣佈班·曼德森、凱倫·吉蘭、拉西達·瓊絲、DJ卡利和岡政偉加盟電影。

## 發行
《變身特務》原定於2019年1月18日上映。2018年3月，電影延至2019年4月19日上映，後再度延至2019年9月13日上映。2019年5月7日，隨著福斯併入華特迪士尼旗下，迪士尼宣佈電影延期至2019年12月25日上映。
这部影片也是在华特迪士尼公司将电影制片厂更名为二十世紀影業之前，最后一部以二十世纪福斯名字发行的福克斯动画片。

### 評價
爛番茄根據124條評論，獲得77%的新鮮度，平均得分6.5／10，觀眾投票獲得92%的分數，平均得分為4.4／5。在Metacritic上，電影獲得了54分。

## 備註
1. 香港前譯「百變間諜王」。

## 外部連結
- 互联网电影数据库（IMDb）上《變身特務》的资料（英文）
- Box Office Mojo上《變身特務》的資料（英文）
- 爛番茄上《變身特務》的資料（英文）
- AllMovie上《變身特務》的资料（英文）
- Metacritic上《變身特務》的資料（英文）
- 開眼電影網上《變身特務》的資料（繁體中文）
- Yahoo奇摩電影上《變身特務》的資料（繁體中文）
- 雅虎香港電影上《變身特務》的資料（繁體中文）
- 时光网上《變身特務》的資料（简体中文）
- 豆瓣电影上《變身特務》的資料 （简体中文）